# Microstegium petiolare
Microstegium petiolare là một loài thực vật có hoa trong họ Hòa thảo. Loài này được (Trin.) Bor mô tả khoa học đầu tiên năm 1938.